# José Cecilio del Valle
Pour les articles homonymes, voir Del Valle.
José Cecilio del Valle (22 novembre 1777 - 2 mars 1834) est un avocat, homme d'État, journaliste et un intellectuel centraméricain. Il est une des figures principales de l'indépendance centre-américaine de la Couronne espagnole le 15 septembre 1821, dont il rédige l'acte d'indépendance.

## Premières années
Né dans une famille de propriétaires terriens à Choluteca (actuel Honduras), la famille de José Cecilio del Valle part vivre à Guatemala afin que ce dernier puisse suivre des études, il a 7 ans. Il va d'abord au Colegio Tridentino avant d'étudier à l'Université de San Carlos, une des plus anciennes d'Amérique Latine. Il y étudie entre autres la philosophie, le droit et en sort avocat à 22 ans.

## Un fonctionnaire au service de l'adminisatration coloniale
Il travaille pour les autorités coloniales de 1805 à la veille de l'indépendance en 1821. Il occupe alors de nombreux postes, jusqu'au dernier, Auditeur royal de guerre (Auditor General de guerra). Reconnu comme personne compétente et de confiance par les autorités coloniales, il est considéré comme le "bras droit" du Capitaine Général du Guatemala José de Bustamente y Guerra (gouverneur militaire d'Amérique centrale).

## Indépendance de la Couronne espagnole, 15 septembre 1821
José Cecilio del Valle a un rôle très important dans l'indépendance centraméricaine. En tant que fondateur du journal "El Amigo de la Patria", publié pour la première fois en 1820, il est de fait chef de file du parti modéré en opposition au parti radical incarné par le journal concurrent El Editor Constitucional, fondé par Pedro Molina. Del Valle est alors considéré comme conservateur, alors qu'il défendit des idées libérales. Lors de la réunion lors de laquelle fut signé l'Acte d'indépendance d'Amérique centrale, José Cecilio del Valle souhaitait par exemple connaître l'avis des différentes provinces sur la question avant de se prononcer. Mais l'effervescence était trop grande, l'indépendance est votée. Bien que considéré comme rédacteur de l'acte d'indépendance, sa signature n'y figure pas. Il est néanmoins présent dans les représentations (récits, tableaux) de l'événement.

## Annexion  de l'Amérique centrale au Mexique (1822-1823)
Élu parlementaire pour le Congrès du Mexique, il sera très impliqué dans ses travaux, puisqu'il était également membre de la commission constitutionnelle et vice-président de l'Assemblée. Arrêté sur ordre de l'empereur Agustín de Iturbide, il passera sa détention dans un couvent de Mexico avant d'être appelé comme ministre des Affaires Étrangères peu de temps avant la chute du régime. Lorsque celui-ci est renversé, José Cecilio del Valle retourne au congrès et milite pour l'annulation de l'annexion de l'Amérique centrale à l'empire du Mexique, qu'il obtient.

## Membre du pouvoir exécutif et élections présidentielles de 1825
De retour au Guatemala au début de 1824, il est alors nommé membre du pouvoir exécutif (triumvirat) en même temps que Manuel José Arce (général salvadorien) et Tomás O'Harán. Il s'oppose alors en particulier à Manuel José Arce pour les décisions à prendre. Ce dernier souhaite démissionner à cause des tensions existant entre les deux hommes. La démission est d'abord refusée puis acceptée. Lors des élections présidentielles de 1825, les deux hommes s'affrontent. José Cecilio del Valle arrive en tête sans obtenir la majorité absolue. Manuel José Arce est deuxième, avec très peu d'écart. Le Congrès décide donc de nommer le président lui-même et choisit Arce, considéré comme plus influençable. Cet épisode est considéré comme la première fraude de l'histoire centre-américaine. Le Congrès offre dans le même temps le poste de vice-président à Valle, que celui-ci refuse par deux fois, puisqu'il n'était pas élu pour ce poste. Il va donc siéger au Congrès et publiera un écrit protestant contre cette fraude électorale.

## Guerre civile et retrait de la vie politique (1826-1829)
Les tensions dans la fédération montent rapidement après la prise de pouvoir de Manuel José Arce. José Cecilio del Valle publie un journal un temps, le Redactor General, dans lequel il insiste principalement sur la consolidation de l'indépendance du pays, s'emploie à rejeter toute visée d'ingérence étrangère, en particulier mexicaine et européenne.
La guerre civile (qui prend la forme d'une rébellion des États fédérés, contre l’État fédéral dirigé par Arce) éclate alors. À la suite du début de la guerre a lieu un renversement d'alliances : le président Arce, élu grâce à la majorité libérale et quelques voix conservatrices, gagne le soutien total des conservateurs et fait face aux libéraux. Ce clivage entre libéraux et conservateurs, classique du XIXe siècle latino-américain, est en fait l'articulation de plusieurs autres clivages, dont le plus influent est sans doute celui entre centralisme et fédéralisme.
Le président Arce suspend les institutions parlementaires de la fédération, et surveille étroitement la presse. José Cecilio del Valle se retire et affirme dans sa correspondance se consacrer à sa vie intellectuelle, ne pouvant rien faire d'autre. Il déplore les tributs fréquemment demandés par l’État fédéral pour soutenir l'effort de guerre. En tant qu'opposant du président, il dit être plus mis à contribution que les autres citoyens aisés.
Rapidement, le président Arce parvient à renverser les autorités de l’État de Guatemala, qui lui étaient hostiles. C'est une coalition des forces honduriennes, salvadoriennes et nicaraguayennes principalement qui le renversera en 1829, sous l'impulsion du jeune général hondurien Francisco Morazán. Celui-ci reprend formellement le pouvoir politique jusqu'à l'organisation de nouvelles élections.

## Retour en politique et mort (1830-1834)
Les élections de 1830 voient s'opposer le général Morazán et José Cecilio del Valle. Le premier gagne largement et sans contestation, sa victoire est unanimement reconnue. La période qui s'ouvre prendra part à la naissance d'une image d’Épinal de l'histoire centraméricaine, celle du « sage Valle » (el sabio Valle). Notons la restauration de la Sociedad económica de amigos del país, institution caractéristique de la dernière période coloniale, dont le but est d'envisager des solutions pratiques encourageant le développement du territoire. Valle en devient ainsi le président.
La mort du philosophe britannique Jeremy Bentham, chef de file de l'utilitarisme, est l'occasion pour Valle d'écrire un éloge funèbre resté célèbre. La doctrine benthamienne embrasse un vaste champ d'application, en particulier dans le domaine juridique, prônant la refonte totale du système pour un nouveau, composé de codes législatifs complets, basés exclusivement sur le principe d'utilité (dimension conséquentialiste en plus du mot d'ordre de la recherche du plus grand bien du plus grand nombre). Cette proposition est très séduisante pour les hommes d’État latino-américains, cherchant dans l'indépendance la mise en place d'une législature efficace de ce point de vue. Cela explique les relations entretenues par Bentham avec des dirigeants latino-américains (Valle donc, mais aussi le colombien Miranda ou l'argentin Rivadavia). Valle considérait Bentham comme un modèle alors que Bentham cherchait des dirigeants pouvant appliquer sa doctrine à l'échelle d'un pays. Les deux hommes entretiennent ainsi une correspondance de la fin des années 1820 jusqu'à la mort du philosophe.
Valle acquiert donc le statut d'intellectuel respecté à la fin de sa vie. Des élections ont lieu en 1834, au cours desquelles il fait face une fois de plus à Morazán. Élu président, il meurt avant même de connaître les résultats, Morazán restera donc à son poste.

## Postérité
José Cecilio del Valle reste l'un des personnages historiques les plus importants de l'Amérique centrale. Jusqu'au milieu du XXe siècle, l'historiographie régionale était très associée aux régimes politiques, Valle était dépeint comme un héros de l'indépendance ou un félon à cause de sa carrière dans l'administration espagnole et de son rôle incertain pendant l'épisode de l'annexion au Mexique. Les écrits récents qui lui sont consacrés sont plus objectifs et tendent à réévaluer son rôle en tant que homme d’État et auteur d'écrits politiques. La biographie que Louis E. Bumgartner lui a dédiée est considérée comme l'une des plus complètes réalisées dans l'histoire centraméricaine à ce jour.